# Sayaka Yamamoto
Cet article concerne la chanteuse et idole japonaise de groupe dream. Pour la chanteuse du groupe pop japonais NMB48, voir Sayaka Yamamoto (NMB48).
Pour les articles homonymes, voir Yamamoto.
Sayaka Yamamoto (山本紗也加, Yamamoto Sayaka, née le 19 septembre 1987 à Ishikawa, au Japon) est une chanteuse japonaise, qui débute en juillet 2002 en rejoignant sous le nom de scène Sayaka le groupe d'idoles japonaises dream, futur DRM puis Dream. 
Elle fait aussi partie de l'équipe de futsal qui en est dérivée, TEAM dream. Elle sort en parallèle au groupe quatre disques en solo chez avex en 2005 et 2006, sous son nom complet mais transcrit différemment, Sayaka Yamamoto (山本サヤカ). Elle quitte Dream fin mars 2012, après dix ans de présence, pour continuer sa carrière en solo.

## Discographie

### En solo
Mini-albums
Single
1. 7 décembre 2005 : Botanyuki no Furu Machi (牡丹雪の降る街?)

### Avec Dream
Albums
- 26/02/2003 : Dream World
- 10/03/2004 : ID
- 29/09/2004 : 777 ~Best of Dreams~ (reprises / best of)
- 08/12/2004 : Dream Meets Best Hits Avex (reprises)
- 09/03/2005 : 777 ~Another Side Story~ (reprises / compilation)
- 27/07/2005 : Natsuiro (ナツイロ) (mini-album)
- 21/12/2005 : Boy Meets Girl (mini-album)
- 01/01/2007 : 7th Anniversary Best (best of)
- 01/01/2007 : Greatest Live Hits (live)
- 30/03/2007 : Complete Best (best of)
- 27/06/2007 : DRM (mini-album de DRM)
- 24/11/2010 : Hands Up!

Singles
- 13/02/2003 : Music Is My Thing
- 10/09/2003 : I Love Dream World
- 25/02/2004 : Identity -Prologue-
- 04/08/2004 : Pure
- 11/08/2004 : Love Generation
- 02/03/2005 : Soyokaze no Shirabe / Story
- 07/01/2008 : Touchy Touchy (single digital de DRM)
- 07/02/2008 : Electric (single digital de DRM)
- 07/03/2008 : Tasty (single digital de DRM)
- 07/04/2008 : To You (single digital de DRM)
- 09/09/2009 : Perfect Girls / To the Top (single "indie")
- 01/03/2010 : Breakout (single "indie")
- 18/08/2010 : My Way ~ULala~
- 06/10/2010 : Ev'rybody Alright!
- 13/04/2011 : To You... (single digital)
- 30/11/2011 : Dreaming Girls (single digital)